# Дерягино (Рыбинский район)
Дерягино — деревня Арефинского сельского поселения Рыбинского района Ярославской области.
Деревня стоит на высоком левом берегу реки Ухра, высота обрыва к реке 15 м. Она расположена выше по течению и к югу от центра сельского поселения села Арефино на расстоянии около 1,5 км. По западной окраине деревни проходит дорога, связывающая с Арефино деревни, стоящие на левом берегу Ухры, ближайшая из них в сторону от Арефино — Крутогорово, стоит на расстоянии около 1 км и выше по течению. Далее эта дорога выходит к деревне Ананьино. К востоку от деревни Дерягино, на другом берегу Ухры стоит деревня Наволоки. Русло Ухры имеет здесь излучину, поэтому Наволоки стоят одновременно и выше и ниже Дярягино по течению. К юго-западу от Дерягино обширный лесной массив, бассейн левых притоков Ухры: Дектярка, Кошка .
Деревня Дерягина обозначена на плане Генерального межевания Рыбинского уезда 1792 года.
На 1 января 2007 года в деревне Дерягино числилось 7 постоянных жителей . Почтовое отделение, расположенное в центре сельского поселения селе Арефино обслуживает в деревне Дерягино 14 домов .